# St. Louis Hawks 1964-1965
La stagione 1964-65 dei St. Louis Hawks fu la 16ª nella NBA per la franchigia.
I St. Louis Hawks arrivarono secondi nella Western Division con un record di 45-35. Nei play-off persero la semifinale di division con i Baltimore Bullets (3-1).

## Roster
| N° | Naz.                   | Ruolo | Sportivo      | Anno | Alt. | Peso |
| -- | ---------------------- | ----- | ------------- | ---- | ---- | ---- |
| 9  | Stati Uniti (bandiera) | AC    | Bob Pettit    | 1932 | 206  | 93   |
| 12 | Stati Uniti (bandiera) | A     | Mike Farmer   | 1936 | 201  | 95   |
| 14 | Stati Uniti (bandiera) | G     | Lenny Wilkens | 1937 | 185  | 82   |
| 15 | Stati Uniti (bandiera) | G     | Richie Guerin | 1932 | 193  | 88   |
| 16 | Stati Uniti (bandiera) | GA    | Cliff Hagan   | 1931 | 193  | 95   |
| 17 | Stati Uniti (bandiera) | G     | Chico Vaughn  | 1940 | 188  | 86   |
| 20 | Stati Uniti (bandiera) | G     | John Barnhill | 1938 | 185  | 82   |
| 25 | Stati Uniti (bandiera) | AC    | John Tresvant | 1939 | 201  | 98   |
| 29 | Stati Uniti (bandiera) | AC    | Paul Silas    | 1943 | 201  | 100  |
| 31 | Stati Uniti (bandiera) | C     | Zelmo Beaty   | 1939 | 206  | 102  |
| 32 | Stati Uniti (bandiera) | AC    | Bill Bridges  | 1939 | 198  | 103  |
| 34 | Stati Uniti (bandiera) | A     | Ed Burton     | 1939 | 198  | 102  |
| 40 | Stati Uniti (bandiera) | AC    | Bill McGill   | 1939 | 206  | 102  |
| 44 | Stati Uniti (bandiera) | GA    | Jeff Mullins  | 1942 | 193  | 86   |

## Staff tecnico
- Allenatori: Harry Gallatin (17-16) (fino al 28 dicembre)[1], Richie Guerin (28-19)